# 大子町立上冈小学校
大子町立上冈小学校（日语：／ Daigo Chōritsu Uwaoka Shōgakko），原是日本茨城县久慈郡大子町的公立小學校，现也被称作旧上冈小学校。该小学校创立于1879年4月20日，后于2001年3月31日废校。
学校正对国道461号，南侧有东西流向的押川。当地居民自发成立了“上冈小跡地保存会”（日語：上岡小跡地保存の会），维护及管理在废校后停止使用的旧木造教学楼。学校的旧教学楼除了被当地居民作为陶艺及绘画教室等进行活用外，还被诸多电视剧及电影作为取景地使用。学校的三栋建筑被日本文化厅列入登录有形文化财。教学楼所用的窗玻璃均为建成当时的玻璃，教室内的教学设备也被悉数保留了下来。

## 历史沿革

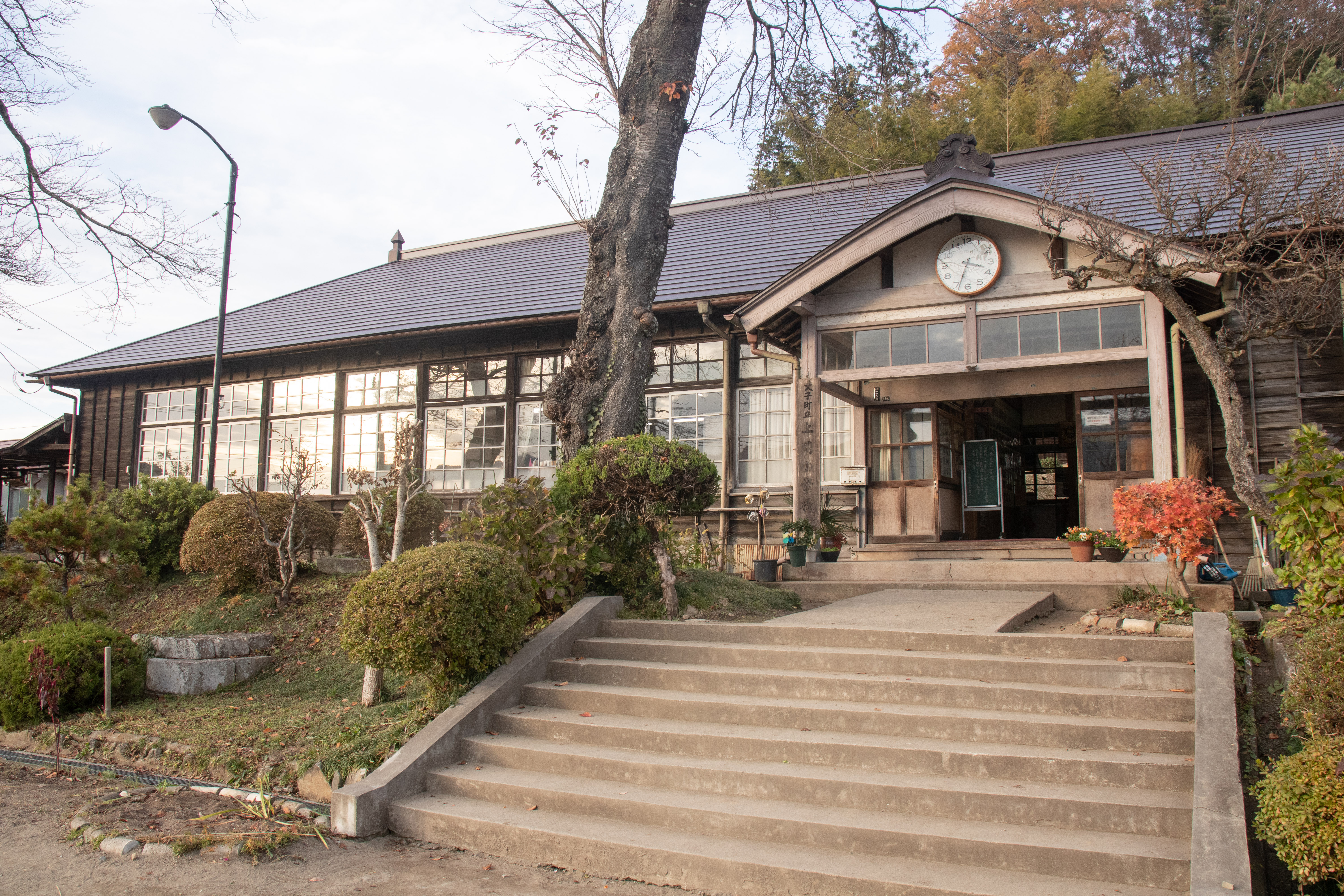
一号教学楼的玄关

学校于1879年创立，创立时在学生人数为51人。1889年成为大子寻常小学校上冈分教場并于1892年开始以“上冈寻常小学校”为名独立办学。1911年学校搬迁至现在的大子町大字上岡。该校于1941年国民学校令颁布变更为“国民学校”，后又于1947年随新的学校教育法施行变更为“小学校”。1960年学校共有学生278名。后由于学生人数不断减少，学校于2001年废校。

## 全体規模
上冈小学校由三栋木造平房教学楼及其它附属设备构成，学校土地面积为7,341 m2，建筑部分面积为958 m2。

## 登录有形文化财
上冈小学校建筑群虽然一部分经过改装，但整体规模依然维持建成时的原样。2014年12月19日，上冈小学校共有以下三栋建筑被列入登录有形文化财。
旧上岡小学校第一棟
1910年竣工，于1926年及1968年进行过改修。建築面積为373 m2。
旧上岡小学校第二棟
1937年竣工，1963年改修。建築面積为326 m2。
旧上岡小学校第三棟
1963年竣工。建築面積为236 m2。
三栋建筑均为依照1895年颁布的《学校建筑图说明及设计大要》修建的屋顶铺有铁板瓦片（鉄板葺）的木造平房。

## 影视作品

### 电影
- 我，只为你而死（日语：俺は、君のためにこそ死ににいく）
- 妈妈的树（日语：おかあさんの木）
- 少女与战车剧场版[7][8][9]

### 连续剧
- 甘蔗地之歌（日语：さとうきび畑の唄）
- 纯情闪耀
- 太阳公公
- 花子與安妮
- 這個世界的角落[7][9]

## 参观
- 开放参观日：周六日及节假日（可参观校园内部）
- 开放参观时间：9:00至16:00
- 参观费：免费[7]

## 交通
- 驾车从常磐自動車道那珂IC（日语：那珂インターチェンジ）下高速后继续驾车约60分钟[7]
- 乘坐JR東日本水郡線于常陸大子站下车后徒步约33分钟[10]

## 相关项目
- 登录有形文化财列表
- 茨城县小学校废校列表（日语：茨城県小学校の廃校一覧）